# Alejandro Pidal y Mon
Alejandro Pidal y Mon, né le 26 août 1846 à Madrid et mort le 19 octobre 1913 dans la même ville, est un homme politique et universitaire espagnol. Il est ministre des Travaux publics en 1884.

## Biographie

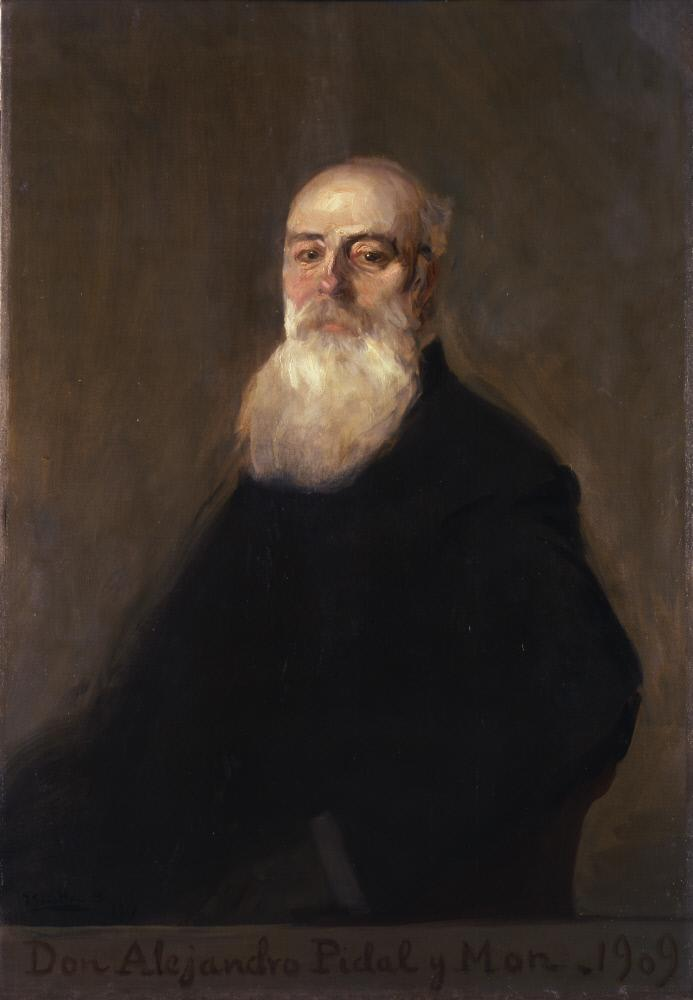
Alejandro Pidal y Mon
Joaquín Sorolla, 1909
The Hispanic Society of America, New York

Né en 1846 à Madrid, Alejandro Pidal y Mon est ministre des Travaux publics en 1884. 